# Finney County
Finney County är ett administrativt område i delstaten Kansas, USA, med 36 776 invånare. Den administrativa huvudorten (county seat) är Garden City. 

## Geografi
Enligt United States Census Bureau har countyt en total area på 3 374 km². 3 372 km² av den arean är land och 2 km² är vatten. 

### Angränsande countyn
- Scott County - nord
- Lane County - nord
- Ness County - nordost
- Hodgeman County - öst
- Haskell County - syd
- Gray County - syd
- Grant County - sydväst
- Kearny County - väst

### Orter
- Garden City (huvudort)
- Holcomb